# ليكور

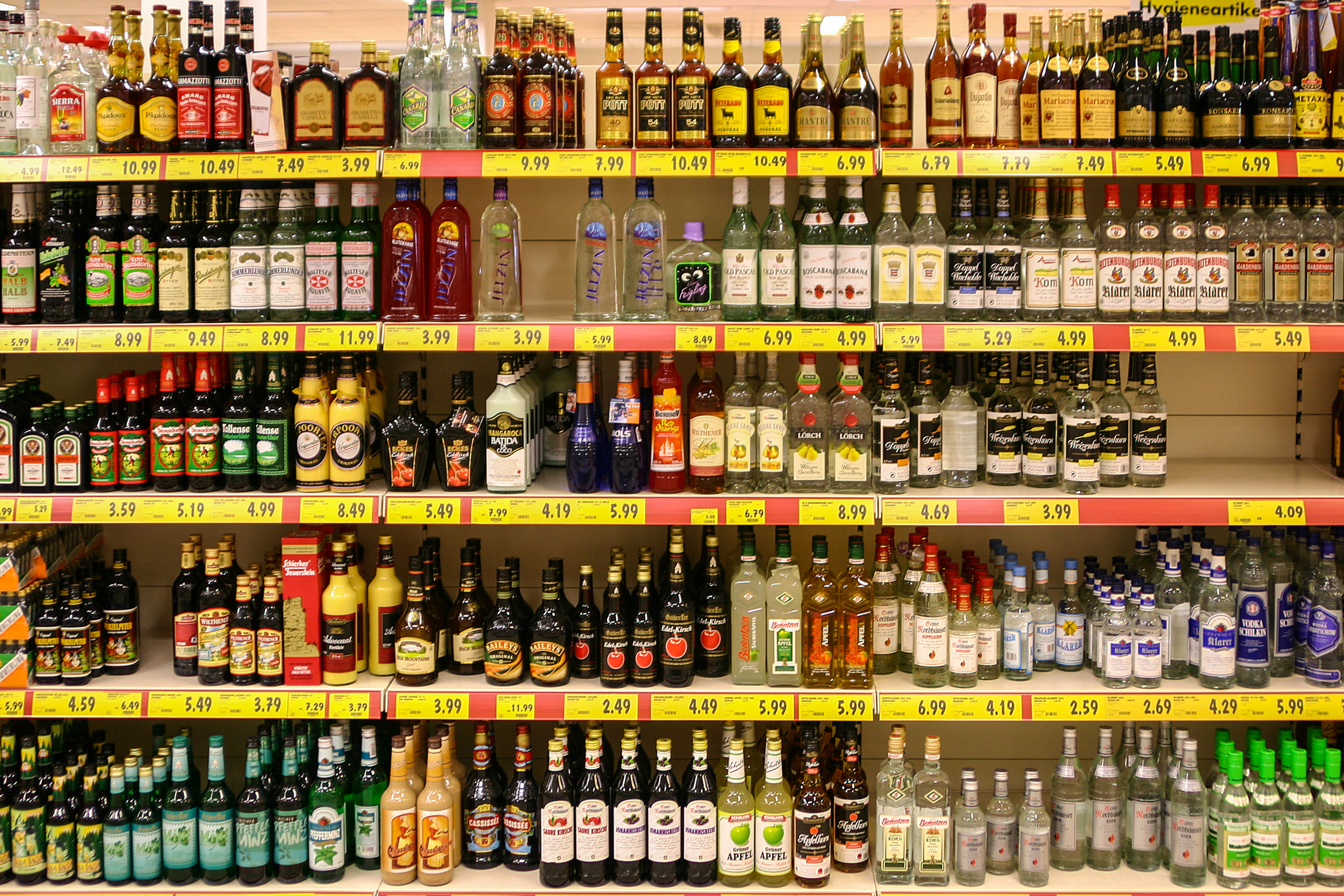
ليكور معروض في محل.

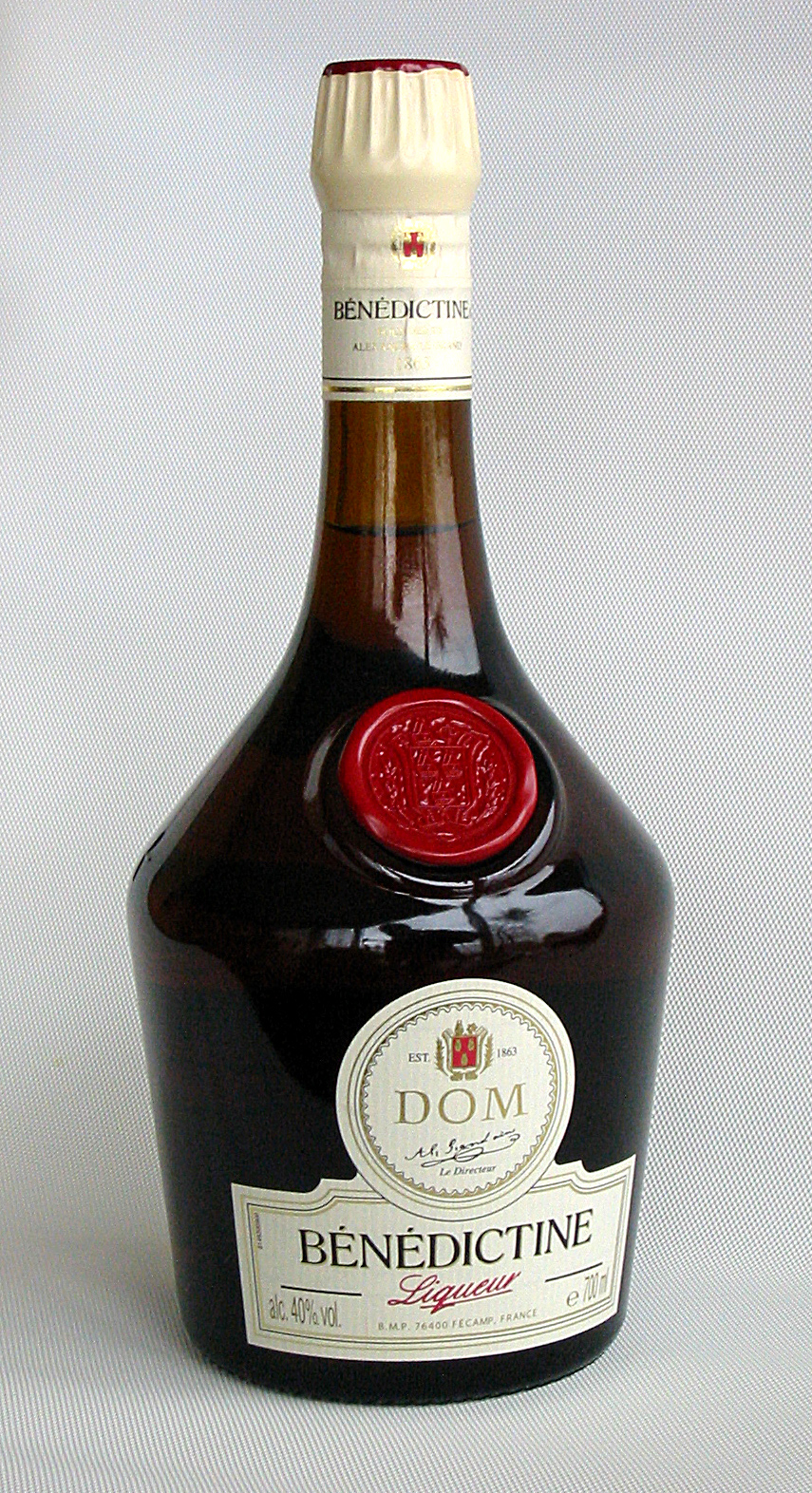
قنينة ليكور البينيديكتين من مدينة فيكامب شمال فرنسا

الليكور أو الليكير أو العَنْبَري (بالفرنسية: liqueur)‏ مشروب كحولي قوي، يصنع من أنواع متعادلة من الكحول، مطيَّبة بخليط من الأعشاب أو الفاكهة أو مواد أخرى، ومُحلاة في العادة.

## طرق صنعه
طرق صنعه ومحتوياته أسرار تجارية لايفشى سرها. ويترواح كحوله بين 27 ٪، 80 ٪. وأنواع الليكور الجيدة تقطر بعد نقع المواد التي تطيبها في المشروبات الروحية القوية. والأنواع الرخيصة تصنع بإضافة الزيوت الطيّارة ـ الطبيعية أو الصناعية ـ إلى مشروبات روحية قوية، ثم تُرشح وتُحلَّى، وأيضاً المنعشات التي كثيراً ما تصنع في المنازل إذ تصنع بنقع لُباب أو عصير الفاكهة، مثل الكرز، والمشمش، والخوخ، في كحول محلى.

## مبتكيريه
ابتكر الرهبان كثيراً من أنواع الليكور وخاصة البينيديكتين والشارتروز. وأنواع الليكور الأخرى هي الأبسنت، والأنسيت، وزبدة النعناع، والكوراسو، وماء الكرز، والكمون والماراشينو.